# 波特雷里略斯 (埃爾帕拉伊索省)
波特雷里略斯（西班牙語：Potrerillos），是洪都拉斯的城鎮，位於該國南部，由埃爾帕拉伊索省負責管轄，始建於1900年4月3日，面積125.40平方公里，海拔高度635米，2001年人口3,044，人口密度每平方公里24.27人。
14°0′0″N 86°49′0″W / 14.00000°N 86.81667°W